# Книга Судей Израилевых
Кни́га Суде́й Изра́илевых (ивр. ספר שופטים‎ [Се́фер Шофти́м]) — седьмая книга в составе еврейской Библии (Танаха) и Ветхого Завета. Вторая книга раздела Невиим в еврейской Библии.
В повествовании Танаха она охватывает «Эпоху судей» — время между завоеванием, описанным в Книге Иисуса Навина, и установлением царства в Книгах Самуила, во время которого иудейские судьи выполняли функции временных лидеров древнего Израиля. Истории следуют последовательной схеме: люди неверны Яхве, поэтому он отдает их в руки врагов; народ раскаивается и умоляет Яхве о пощаде, которую он посылает в образе вождя или защитника («судья»; ивр. שופט‎ шофет ); судья избавляет израильтян от угнетения, и они преуспевают, но вскоре снова впадают в неверность, и цикл повторяется.
Ученые считают, что многие истории в книге Судей являются старейшими в девтерономической истории, их основная редакция датируется VIII веком до нашей эры, а такие материалы, как «Песнь Деборы», датируются гораздо более ранним периодом.

## Описание
В книге излагается история евреев от последних лет жизни Иисуса Навина (Иехошуа бин Нун) до смерти судьи Самсона. По еврейской традиции книга Судей была написана пророком Самуилом.
Судьи — лица, управлявшие еврейским народом в период от Иисуса Навина до воцарения первого царя Саула. Выдающиеся Судьи: Варак (Барак) и Дебора (Двора), Гедеон (Гидон), Самсон (Шимшон), Илий (Эли) и пророк Самуил (Шмуэль).
После Иисуса Навина начальники колен израильских должны были изгнать хананеев (аборигенное население) из той земли, обладание которой было им обещано. Они сделали это, но лишь отчасти, оставив некоторые народы жить рядом и вступали с ними в союзы, что было запрещено Богом. При этом происходило уклонение израильтян в верования соседних народов, «служение Ваалам и Астартам». За это Бог определил народам Ханаана быть для Израильтян «петлею». Когда Израильский народ отступал от Бога, начинал служить богам соседних народов, он подвергался завоеваниям этими народами и попадал к ним в порабощении до тех пор, пока не обращались к Богу с просьбой об избавлении. Когда же последнее происходило, то Бог воздвигал из среды народа судью — человека, который возглавлял освободительную войну, — и тогда Израиль снова становился свободным до следующего падения в грех идолопоклонства. Таким образом, при отпадении народа от Бога его постигали несчастья, а обращение к Богу приносило мир и благоденствие.
Из книги Судей можно видеть постоянное попечение и Промысл Божий о Своем народе, Его милосердие и долготерпение.

## Содержание
- 1 глава — дальнейшее завоевание Ханаана после смерти Иисуса Навина.
- 2 глава — отступничество израильтян от Бога (Яхве). Появление института судей.
- 3 глава — судьи Гофониил, Аод, Самегар.
- 4 глава — судьи Девора и Варак. История Иаили и Сисары.
- 5 глава — песнь Деворы
- 6 глава — нашествие мадианитян. Призвание Гедеона.
- 7 глава — победа Гедеона над мадианитянами
- 8 глава — Гедеон становится судьёй
- 9 глава — попытка Авимелеха, сына Гедеона, стать царём.
- 10 глава — судьи Фола и Иаир. Нашествие аммонитян.
- 11 глава — история Иеффая. Победа над аммонитянами.
- 12 глава — конфликт Иеффая с ефремлянами. Судьи Есевон, Елон и Авдон.
- 13 глава — израильтяне под властью филистимлян. Родословная Самсона.
- 14 глава — женитьба Самсона. Начало вражды с филистимлянами
- 15 глава — дальнейшая борьба Самсона с врагами.
- 16 глава — Далила. Смерть Самсона.
- 17 глава — ефремлянин Миха изготавливает литой кумир.
- 18 глава — сыны Дановы отбирают у Михи кумир и создают собственное святилище.
- 19 глава — история наложницы левита.
- 20 глава — конфликт вениамитян с остальными израильтянами.
- 21 глава — стремление израильтян сохранить почти уничтоженное колено Вениаминово.

## Переводы на русский язык
- Архимандрита Макария, 1860—1867[7]
- Синодальный перевод, 1876[8]
- М. Г. Селезнёва, 2003[9]
- Л. Ф. Максимова (Арье Ольман), Алины Позиной, 2006[10]
- З. Мешкова, 2006[11]
- М.Л. Ковсан, 2013[12][13]